# Tomahawk (musikgrupp)
Tomahawk är ett experimentellt hårdrocksband från USA. Bandet bildades 2000 när Mike Patton (från Faith No More och Mr. Bungle) och gitarristen Duane Denison (från The Jesus Lizard), började skicka varandra material med syftet att försöka samarbeta. Då båda fort blev intresserade rekryterade Duane Denison den före detta Helmet-trummisen John Stanier, medan Patton fick med sig basisten i The Melvins och tidigare i The Cows, Kevin Rutmanis. Eftersom alla medlemmar har varit framgångsrika med tidigare band, är Tomahawk en supergrupp.

## Historia
2001 släppte bandet sin första LP, den självbetitlade Tomahawk, producerad av Joe Funderburk. Tomahawk spelade in sin nästa LP, Mit Gas, med en annan producent, Joe Barresi 2003. Båda gavs ut av Ipecac Recordings.
Tomahawk har turnerat mycket, i många länder runt om i världen, bland annat i USA, Australien, Europa och Japan. Oftast är de huvudakten på sina konserter men de har också varit förband åt band som till exempel Tool. Tomahawk var med på den så kallade "Geek Tour" med andra band från Ipecac, The Melvins och Fantômas.

## Medlemmar
Nuvarande medlemmar
- Mike Patton – sång (1999– )
- Duane Denison – gitarr (1999– )
- John Stanier – trummor (2000– )
- Trevor Dunn – basgitarr (2012– )

Tidigare medlemmar
- Kevin Rutmanis – basgitarr (2000–2007)

## Diskografi
Studioalbum
| Titel      | Datum           | Skivbolag         | Katalognummer |
| ---------- | --------------- | ----------------- | ------------- |
| Tomahawk   | 30 oktober 2001 | Ipecac Recordings | IPC-018       |
| Mit Gas    | 6 maj 2003      | Ipecac Recordings | IPC-040       |
| Anonymous  | 19 juni 2007    | Ipecac Recordings | IPC-089       |
| Oddfellows | 29 januari 2013 | Ipecac Recordings | IPC-142       |

Singlar
- 2003 – "Rape This Day"
- 2007 – "Sun Dance"
- 2012 – "Stone Letter"
- 2014 – "M.E.A.T." / "Curtain Call"

Samlingsalbum
- 2012 –  Eponymous to Anonymous (3 LP box)